# Fukssvansen
 Denne artikel omhandler en film. For værktøjet, se Sav.
Fukssvansen er en dansk film fra 2001, instrueret af Niels Arden Oplev og med manuskript af førnævnte og Håkan Lindhe.

## Medvirkende
- Martin Buch som Dennis
- Anders W. Berthelsen som Carl
- Sidse Babett Knudsen som Rita
- Thomas Bo Larsen som Finn
- Tommy Kenter som Anton
- Birthe Neumann som Elly
- Peter Aude som Erwin

## Eksterne Henvisninger
- Fukssvansen på Internet Movie Database (engelsk)
- Fukssvansen på Filmdatabasen
- Fukssvansen på danskefilm.dk
- Fukssvansen på danskfilmogtv.dk
- Fukssvansen på Scope
- Fukssvansen på AlloCiné (fransk)
- Fukssvansen på MovieMeter (nederlandsk)
- Fukssvansen på Turner Classic Movies (engelsk)
- Fukssvansen på The Movie Database (engelsk)
- Fukssvansen på Rotten Tomatoes (engelsk)